# Ебрах
Ебрах (њем. Ebrach) град је у њемачкој савезној држави Баварска. Једно је од 36 општинских средишта округа Бамберг. Према процјени из 2010. у граду је живјело 1.881 становника. Посједује регионалну шифру (AGS) 9471128.

## Географски и демографски подаци
Ебрах се налази у савезној држави Баварска у округу Бамберг. Град се налази на надморској висини од 330 метара. Површина општине износи 29,6 km². У самом граду је, према процјени из 2010. године, живјело 1.881 становника. Просјечна густина становништва износи 64 становника/km².

## Међународна сарадња
| Мјесто | Држава    | Врста сарадње | Од    |
| ------ | --------- | ------------- | ----- |
|        | Француска | пријатељство  | 1992. |
| Рајн   | Аустрија  | партнерство   | 1977. |
| Извор  |           |               |       |